# Pavetta grumosa
Pavetta grumosa är en måreväxtart som beskrevs av Spencer Le Marchant Moore. Pavetta grumosa ingår i släktet Pavetta och familjen måreväxter. Inga underarter finns listade i Catalogue of Life.